# Science City of Muñoz
Science City of Muñoz, do 2000 Muñoz – miasto na Filipinach, w środkowej części wyspy Luzon, w prowincji Nueva Ecija. Według spisu ludności z maja 2020 roku, zamieszkiwało je 84 308 mieszkańców. Nowa nazwa jest związana z nagromadzeniem uczelni, z których największy jest uniwersytet Central Luzon State University, i instytutów naukowych.